# كيفن مورتون
كيفن مورتون (بالإنجليزية: Kevin Morton) هو لاعب كرة قاعدة أمريكي، ولد في 3 أغسطس 1968 في نوروولك في الولايات المتحدة.